# Majdan Krynicki (powiat tomaszowski)
Majdan Krynicki – wieś w Polsce położona w województwie lubelskim, w powiecie tomaszowskim, w gminie Krynice.
Miejscowość leży w pobliżu drogi krajowej nr 17 między Zamościem, a Tomaszowem Lubelskim. Kiedyś znajdowała się tam mała szkoła, jednak została ona przeniesiona do Krynic.
W latach 1975–1998 miejscowość należała administracyjnie do ówczesnego województwa zamojskiego.
Wieś jest sołectwem w gminie Krynice. Według Narodowego Spisu Powszechnego Ludności i Mieszkań z roku 2011 wieś liczyła 214 mieszkańców.
Wierni Kościoła rzymskokatolickiego należą do parafii pod wezwaniem św. Stanisława w Krynicach.

## Części miejscowości
| SIMC    | Nazwa    | Rodzaj    |
| ------- | -------- | --------- |
| 0891855 | Kociuba  | część wsi |
| 0891861 | Majdanek | część wsi |
| 0891878 | Podhucie | część wsi |